# 高柳保太郎
高柳 保太郎（たかやなぎ やすたろう、1870年1月10日（旧暦明治2年12月9日） - 1951年（昭和26年）9月7日）は、日本の陸軍軍人。
陸士3期、陸大13期。最終階級は中将。栄典は正四位勲二等功二級、バス勲章コンパニオン（CB）。
近代日本における対ロシア・ソ連諜報活動に従事した情報活動の先駆者であり、「弘報」「特務機関」の命名者でもある。

## 来歴・人物
石川県の士族出身。三浦賢高の二男として生まれ、高柳文吉の養嗣子となる。成城学校を経て陸士に入学。陸大卒業後、日露戦争に第二軍司令部附参謀（作戦担当）として参加。参謀本部作戦課長、陸軍大学校兵学教官、海軍軍令部参謀を経て、第一次世界大戦では、青島攻略軍兵站部長として出征。その後、ロシア軍の観戦武官となる。
シベリア出兵には浦塩派遣軍高級参謀として部隊を指揮する傍ら、弘報班およびオムスクの特務機関を設立。
その後、浦塩派遣軍参謀長に就任し、1920年(大正9年)7月17日に行われた停戦協定(緩衝国建設覚書)では日本側代表として出席。ゴンゴタ駅にて極東共和国代表ウラジーミル・シャートフ国防大臣と停戦条項を交わした。陸軍切ってのロシア畑を歩んだ人物だったが、情報を提供した芸者に謝礼として恩賜のたばこを贈ったことが新聞沙汰になり、待命に追い込まれた。
1922年(大正11年)、南満州鉄道総裁室嘱託（理事待遇）となる。高柳を招き入れたのは、当時の理事・松岡洋右とされる。翌年、高柳は満鉄社長室にプロパガンダや宣撫活動を担当する「弘報係」の設置を提案し、自ら弘報係の初代係長となる。1930年（昭和5年）、満鉄を辞して満州日報社長に就任した。
1931年（昭和6年）に満州日報社長を退任するが、満洲国建国後は満洲弘報協会会長、マンチュリヤ・デーリー・ニュース社長、満州文化協会理事、在郷軍人会顧問、満州軍犬協会会長となり、大陸における情報戦略の基礎を築いた。
戦後、高柳は電通に勤めていた。

## 年譜
- 1892年（明治25年）7月23日 - 陸士卒業
- 1893年（明治26年）3月13日 - 少尉任官、金沢歩兵第7連隊附
- 1895年（明治28年）2月12日 - 中尉
- 1896年（明治29年）12月 - 陸軍大学校入学
- 1898年（明治31年）10月21日 - 大尉
- 1899年（明治32年）12月21日 - 陸軍大学校卒業
- 1904年（明治37年）11月16日 - 少佐
- 1908年（明治41年）12月21日 - 中佐
- 1910年（明治43年）12月19日 - 参謀本部作戦課長（～大4.4.10）
- 1912年（明治45年）4月1日 - 大佐
- 1914年（大正3年）8月18日 - 独立第18師団兵隊部長（～大4.1.2）[7]
- 1915年（大正4年）4月10日 - 歩兵第60連隊長[7]
- 1917年（大正6年）
  - 1月27日 - 参謀本部附[7]
  - 7月16日 - 少将
- 1918年（大正7年）3月23日 - 参謀本部第2部長[7]
- 1919年（大正8年）2月3日 - 浦塩派遣軍高級参謀
- 1920年（大正9年）7月16日 - 浦塩派遣軍参謀長
- 1921年（大正10年）3月28日 - 参謀本部附
- 1922年（大正11年）
  - 2月8日 - 関東軍附
  - 3月 - 満鉄嘱託（～1931年2月）
  - 8月15日 - 拝中将
  - 11月24日 - 待命
- 1923年（大正12年）
  - 3月23日 - 予備役（所管：第9師団）[8]
  - 12月 - 奉天日報社長
- 1930年 - 満州日報社長
- 1932年（昭和7年）4月1日 - 後備役

## 栄典
位階
- 1893年（明治26年）5月10日 - 正八位[9]
- 1909年（明治42年）3月1日 - 正六位[10]
- 1922年（大正11年）9月11日 - 従四位[11]

勲章等
- 1902年（明治35年）5月10日 - 明治三十三年従軍記章[12]
- 勲二等旭日重光章
- 功二級金鵄勲章
- 勲二等瑞宝章
- レジオンドヌール勲章コマンドゥール
- バス勲章コンパニオン
- ポーランド復興コマンドルスキ十字勲章
- ヴィルッチ・ミリタリ勲章シルバークロス（en）
- 戦功十字章（en）
- チェコスロバキア従軍十字章1918年章（en）
- 一九一六年乃至一九一八年戦役記念十字章（ro） ：1930年（昭和15年）7月24日[13]
- 1940年（昭和15年）8月15日 - 紀元二千六百年祝典記念章[14]

## 親族
- 娘婿[1]：関誠一（陸軍少将）・落合鎮彦（満州国陸軍中将）
- 孫：落合秀正（陸士56期、陸軍大尉）

## 著書
- 『新興支那とは何ぞや』 中日文化協会, 1928.5.